# Saison 2019 de l'équipe cycliste Manzana Postobón
La saison 2019 de l'équipe cycliste Manzana Postobón est la quatorzième de cette équipe.

## Préparation de la saison 2019

### Arrivées et départs
| Arrivées               | Équipe 2018         |
| ---------------------- | ------------------- |
| Carlos Chía            | Banco AV Villas     |
| Bryan Gómez            | Holowesko - Citadel |
| Daniel Jaramillo       | UnitedHealthcare    |
| Omar Mendoza           | Medellin            |
| Diego Ochoa            | EPM                 |
| Carlos Julián Quintero | Orgullo Paisa       |
| Jhonatan Restrepo      | Katusha-Alpecin     |
| Nicolás Sáenz          | Lizarte             |

| Départs             | Équipe 2019              |
| ------------------- | ------------------------ |
| Hernán Aguirre      | Interpro Cycling Academy |
| Hernando Bohórquez  | Astana                   |
| Jetse Bol           | Burgos-BH                |
| Fabio Duarte        | Medellin                 |
| Sergio Higuita      | Euskadi                  |
| Sebastián Molano    | UAE Team Emirates        |
| Fernando Orjuela    | Sundark Arawak           |
| Ricardo Vilela      | Burgos-BH                |
| Juan Pablo Villegas | arrêt                    |

## Déroulement de la saison
Malgré une seule victoire dans la saison (1re étape du Tour de Taïwan), l'équipe arrive au Tour des Asturies avec le moral au beau fixe, après ses dernières prestations (vainqueur, notamment, du classement par équipes au Tour de Turquie). Dans le nord de l'Espagne, Carlos Julián Quintero s'impose à l'arrivée de la 1re étape, réglant au sprint un groupe d'une trentaine de coureurs.

## Coureurs et encadrement technique

### Effectif
| Cycliste               | Date de naissance | Nationalité | Équipe 2018         |  |
| ---------------------- | ----------------- | ----------- | ------------------- |  |
| Juan José Amador       | 20 avril 1998     | Colombie    | Manzana Postobón    |  |
| Carlos Chía            | 18 février 1997   | Colombie    | Banco AV Villas     |  |
| Jhojan García          | 10 janvier 1998   | Colombie    | Manzana Postobón    |  |
| Bryan Gómez            | 19 novembre 1994  | Colombie    | Holowesko - Citadel |  |
| Daniel Jaramillo       | 15 janvier 1991   | Colombie    | UnitedHealthcare    |  |
| Omar Mendoza           | 25 novembre 1989  | Colombie    | Medellin            |  |
| Diego Ochoa            | 5 juin 1993       | Colombie    | EPM                 |  |
| Juan Felipe Osorio     | 30 janvier 1995   | Colombie    | Manzana Postobón    |  |
| Wilmar Paredes         | 27 avril 1996     | Colombie    | Manzana Postobón    |  |
| Jordan Parra           | 19 avril 1994     | Colombie    | Manzana Postobón    |  |
| Carlos Julián Quintero | 5 mars 1986       | Colombie    | Orgullo Paisa       |  |
| Jhonatan Restrepo      | 28 novembre 1994  | Colombie    | Katusha-Alpecin     |  |
| Aldemar Reyes          | 22 avril 1995     | Colombie    | Manzana Postobón    |  |
| Nicolás Sáenz          | 7 août 1997       | Colombie    | Lizarte             |  |
| Yecid Sierra           | 16 août 1994      | Colombie    | Manzana Postobón    |  |
| Bernardo Suaza         | 28 novembre 1992  | Colombie    | Manzana Postobón    |  |

## Bilan de la saison

### Victoires
| Date       | Course                         | Pays           | Classe | Vainqueur              |
| ---------- | ------------------------------ | -------------- | ------ | ---------------------- |
| 17/03/2019 | 1re étape du Tour de Taïwan    | Taipei chinois | 2.1    | Bryan Gómez            |
| 03/05/2019 | 1re étape du Tour des Asturies | Espagne        | 2.1    | Carlos Julián Quintero |

### Résultats sur les courses majeures
Les tableaux suivants représentent les résultats de l'équipe dans les principales courses du calendrier international dans lesquelles l'équipe bénéficie d'une invitation (les cinq classiques majeures et les trois grands tours). Pour chaque épreuve est indiqué le meilleur coureur de l'équipe, son classement ainsi que les accessits glanés par Manzana Postobón sur les courses de trois semaines.

#### Classiques
| Classique            | Milan-San Remo | Tour des Flandres | Paris-Roubaix | Liège-Bastogne-Liège | Tour de Lombardie |
| -------------------- | -------------- | ----------------- | ------------- | -------------------- | ----------------- |
| Coureur (classement) |                |                   |               |                      |                   |

#### Grands tours
| Grand tour           | Tour d'Italie | Tour de France | Tour d'Espagne |
| -------------------- | ------------- | -------------- | -------------- |
| Coureur (classement) |               |                |                |
| Accessits            |               |                |                |